# Lliga dels Pirineus d'handbol masculina 2007
Edició de la XI Lliga dels Pirineus d'handbol masculina de l'any 2007, Trofeu Trumes.
La competició es disputà a Igualada entre l'1 i el 2 de setembre del 2007.

## Primera Fase

### Grup A
| GRUP A                | Pts | PJ | PG | PE | PP | GF | GC | DG |
| --------------------- | --- | -- | -- | -- | -- | -- | -- | -- |
| USAM Nîmes            | 3   | 2  | 1  | 1  | 0  | 44 | 40 | +4 |
| Montpellier Handball  | 3   | 2  | 1  | 1  | 0  | 45 | 42 | +3 |
| Fraikin BM Granollers | 0   | 2  | 0  | 0  | 2  | 42 | 49 | -7 |

| 1 de setembre de 2007 - 10:00 | Fraikin BM Granollers | 20-24 | USAM Nîmes | Igualada |
| 1 de setembre de 2007 - 10:00 |                       |       |            | Igualada |

| 1 de setembre de 2007 - 11:15 |       |                      |          |
| Fraikin BM Granollers         | 22-25 | Montpellier Handball | Igualada |
|                               |       |                      | Igualada |

| 1 de setembre de 2007 - 12:30 |       |                      |          |
| USAM Nîmes                    | 20-20 | Montpellier Handball | Igualada |
|                               |       |                      | Igualada |

### Grup B
| GRUP B         | Pts | PJ | PG | PE | PP | GF | GC | DG  |
| -------------- | --- | -- | -- | -- | -- | -- | -- | --- |
| FC Barcelona   | 4   | 2  | 2  | 0  | 0  | 45 | 33 | +12 |
| CAI Aragón     | 2   | 2  | 1  | 0  | 1  | 40 | 36 | +4  |
| Paris Handball | 0   | 2  | 0  | 0  | 2  | 28 | 44 | -16 |

| 1 de setembre de 2007 - 16:30 | FC Barcelona | 24-13 | Paris Handball | Igualada |
| 1 de setembre de 2007 - 16:30 |              |       |                | Igualada |

| 1 de setembre de 2007 - 17:45 |       |            |          |
| Paris Handball                | 15-20 | CAI Aragón | Igualada |
|                               |       |            | Igualada |

| 1 de setembre de 2007 - 19:00 |       |            |          |
| FC Barcelona                  | 21-20 | CAI Aragón | Igualada |
|                               |       |            | Igualada |

## Fase final
5è i 6è
| 2 de setembre de 2007 - 10:00 | Fraikin BM Granollers | 22-21 | Paris Handball | Igualada |
| 2 de setembre de 2007 - 10:00 |                       |       |                | Igualada |

3r i 4t
| 2 de setembre de 2007 - 12:00 |       |                      |          |
| CAI Aragón                    | 38-30 | Montpellier Handball | Igualada |
|                               |       |                      | Igualada |

FINAL
| 2 de setembre de 2007 - 17:00 |       |            |          |
| FC Barcelona                  | 36-26 | USAM Nîmes | Igualada |
|                               |       |            | Igualada |

## Classificació final
| Classificació final | Classificació final   |
| ------------------- | --------------------- |
| 1r                  | FC Barcelona          |
| 2n                  | USAM Nîmes            |
| 3r                  | Montpellier Handball  |
| 4t                  | CAI Aragón            |
| 5è                  | Fraikin BM Granollers |
| 6è                  | Paris Handball        |